# Brant Daugherty
Brant Daugherty (* 20. srpna 1985, Mason, Ohio, USA) je americký herec. Znám je rolí Noela Kahna v ABC Family seriálu Prolhané krásky. Jako hostující postava se objevil jako Ryan v NBC telenovele Tak jde čas.

## Životopis
Brant se narodil v Masonu v Ohiu a je synem David Daughertyho, uměleckého učitele a jeho ženy Mary Beth Daugherty, šéfky rehabilitačního centra v Shiners Hospitals for Children. Má bratra Adama a sestru Caitley. Jeho otec pracoval na Mason Middle School a 19. února 2009 ve věku 57 zemřel na rakovinu.

## Kariéra
V roce 2013 byl jmenován hlavní postavou v 7. sérii seriálu Army Wives na Lifetime Network, která měla premiéru v srpnu 2013.
V roce 2013 se objevil ve komedii Jasona Friedberga a Aarona Seltzera The Starving Games.
Jako soutěžící se objevil v 17. sérii americké soutěže Dancing with the Stars kde jeho partnerem byla profesionální tanečnice Peta Murgatroyd. Byl vyřazen osmý týden a skončil tak na sedmém místě.
V roce 2016 podepsal smlouvu k roli osobního strážce Luka Sawyera v připravovaném filmu Padesát odstínů svobody. Film měl premiéru v únoru 2018 a na tržbách vydělal zhruba 368 milionů dolarů.

## Osobní život
Od roku 2016 chodil s herečkou Kimberly Hidalgo. Dvojice se zasnoubila v roce 2018 při výletu do Amsterdamu. Vzali se dne 15. června 2019.

## Filmografie

### Film
| Rok  | Název                   | Role         | Poznámky    |
| ---- | ----------------------- | ------------ | ----------- |
| 2008 | Suspend                 | Bill         | krátký film |
| 2013 | The Starving Games      | Dale         |             |
| 2014 | Something Wicked        | Aiden        | krátký film |
| 2014 | Something Haunted       | Aiden        | krátký film |
| 2016 | Dopis na rozloučenou    | Brady Faris  |             |
| 2016 | Falešná snoubenka       | Chas Hunter  |             |
| 2016 | Oranges                 | Danny Foster |             |
| 2018 | Another Tango           | Dean Rogers  |             |
| 2018 | Padesát odstínů svobody | Luke Sawyer  |             |
| 2019 | Timeless Love           | Thoma        |             |

### Televize
| Rok       | Název                       | Role               | Poznámky                                 |
| --------- | --------------------------- | ------------------ | ---------------------------------------- |
| 2010–2016 | Prolhané krásky             | Noal Kahn          | 27 dílů                                  |
| 2012      | Super Sportlets             | Ben                | 27 dílů                                  |
| 2012–2013 | Tak jde čas                 | Brian              | 14 dílů                                  |
| 2013      | Army Wives                  | Lt. Patrick Clarke | 9 dílů                                   |
| 2013      | Dancing with the Stars      | Sám sebe           | soutěžící 17. řady, skončil na 7. místě  |
| 2014      | Kurz sebeovládání           | Tiffer             | díl: „Charlie Pledges a Sorority Sister“ |
| 2014      | Proroctví lásky             | Tom Stanfield      | TV film                                  |
| 2015      | Bezbožný syn                | Daniel             | TV film                                  |
| 2015      | Merry Kissmas               | Dustin Casey       | TV film                                  |
| 2017      | Drazí běloši                | Thane Lockwood     | vedlejší role, 2 díly                    |
| 2017      | Zrůdno                      | Jake               | 8 dílů                                   |
| 2018      | Mingle All the Way          | Jeff Scanlon       | TV film                                  |
| 2019      | Lost Star                   | Peter Ski          | hlavní role                              |
| 2019      | A Christmas Movie Christmas | Paul               | TV film                                  |

### Internet
| Rok       | Název               | Role           | Poznámky |
| --------- | ------------------- | -------------- | -------- |
| 2009      | Eastonská soukromá  | Thomas Pearson | 10 dílů  |
| 2016–2017 | Relationship Status | Church         | 6 dílů   |